# Lisa fait son festival
 (octobre 2023).
Lisa fait son festival est le 18e épisode de la saison 19 de la série télévisée d'animation Les Simpson.

## Synopsis
Homer emmène sa famille à un match de football mais c'est plus pour profiter de la nourriture gratuite que préparent les supporters à l'entrée du stade que pour le match.
De son côté, Lisa s'ennuie, c'est alors qu'elle décide de sortir son caméscope et commence à filmer. Elle prend goût à filmer les scènes de la vie de tous les jours si bien qu'elle le présente au principal Skinner qui trouve le résultat très concluant. Il lui propose ainsi de réaliser un film pour le présenter au festival de films indépendants de Sundance. Skinner et le superintendant Chalmers s'associent pour la production du film de Lisa qui a choisi de le réaliser sur la famille Simpson...